# Pinne pettorali

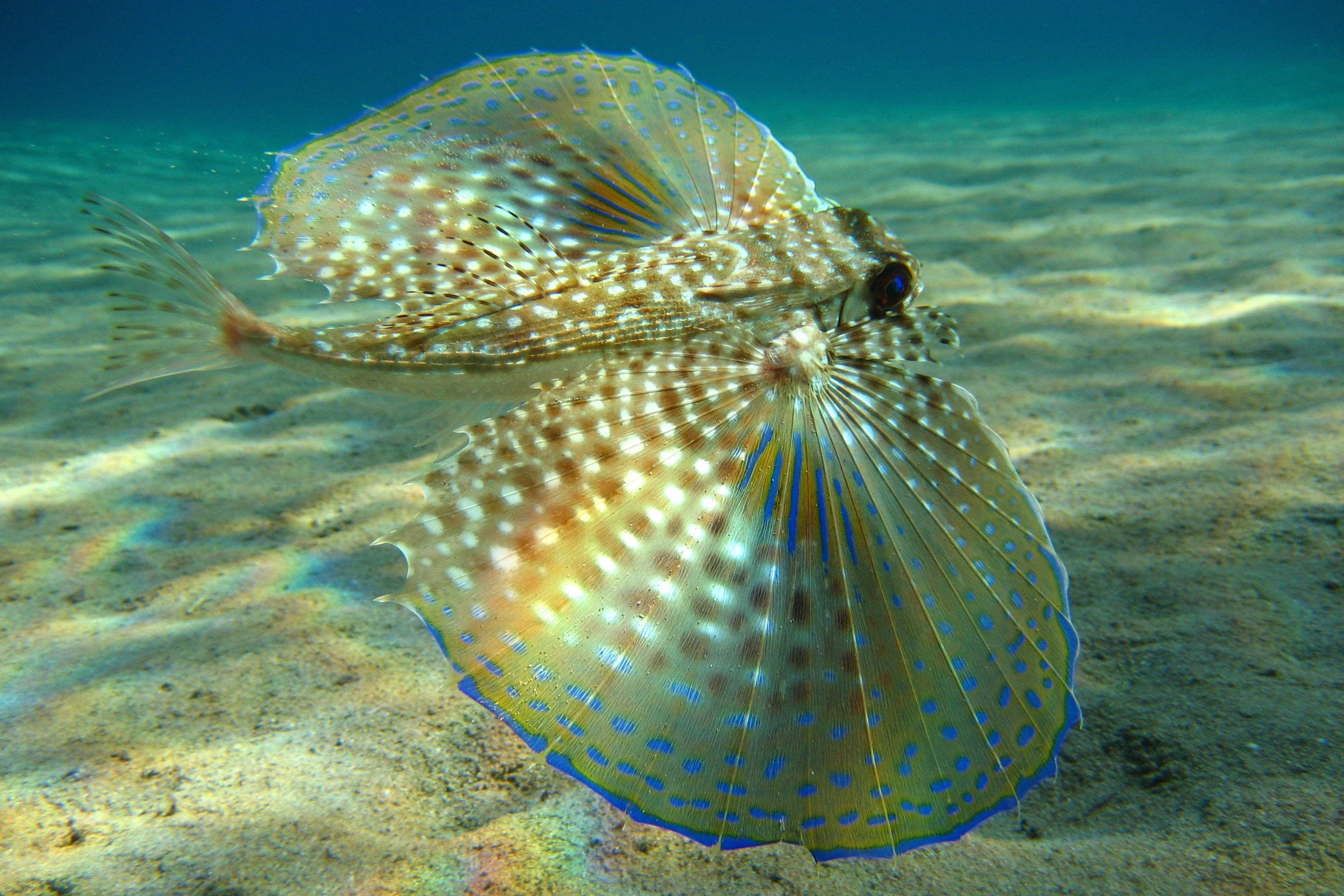
Dactylopterus volitans
(Dactylopteridae)

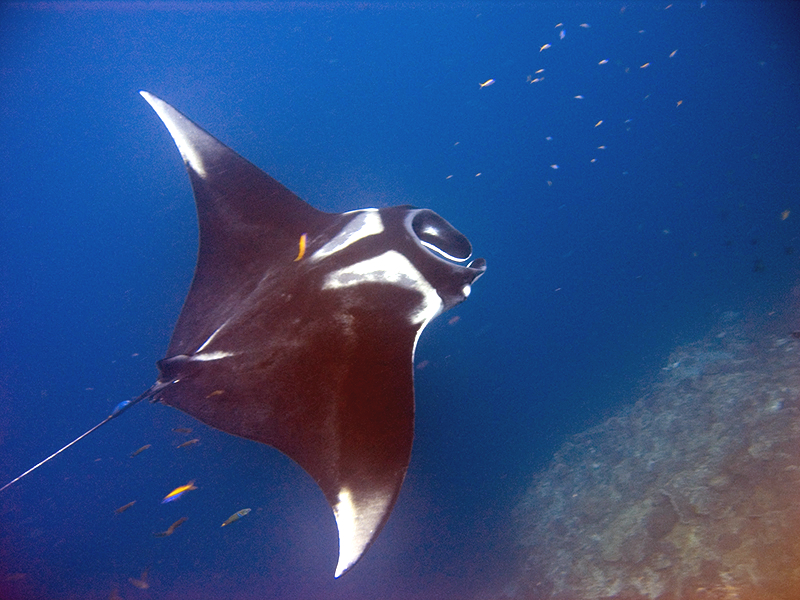
Manta birostris
(Myliobatidae)

Le pinne pettorali sono pinne accoppiate, cioè doppie, poste ai lati del corpo dei pesci, generalmente dietro le branchie dietro l'opercolo, e sono l'equivalente evolutivo degli arti superiori dei Tetrapoda.

## Funzione
Una funzione delle pinne pettorali, altamente sviluppata in alcuni pesci, è quella di aumentare la portanza: negli squali, ad esempio, che le utilizzano per compensare la mancanza della vescica natatoria e mantenere l'assetto, o nei pesci volanti per il volo planato.
In molte specie le pinne pettorali sono d'aiuto per il camminamento, come nel caso degli Oxudercinae.
Certi raggi delle pinne possono essersi evoluti in proiezioni digitiformi, anche molto marcate, come nei Triglidae o nei Dactylopteridae, che possono essere utilizzate per il movimento o per smuovere il fondale.
In molti Rajiformes e Myliobatiformes, come per esempio la Manta birostris, le pinne pettorali sono molto estese, fino a somigliare a grandi ali, utilizzate con moto ondulatorio per il movimento. Gli appartenenti al genere Mobula e Manta in particolare si caratterizzano per due appendici che si dipartono dal capo, poste a fianco dell'apertura orale, chiamate pinne cefaliche, usate per convogliare il cibo. Sono il risultato dell'evoluzione della porzione anteriore delle pinne pettorali degli Elasmobranchii, avvenuta durante il periodo Cretaceo.